# Männerpension
Männerpension ist eine deutsche Filmkomödie von und mit Detlev Buck aus dem Jahr 1996. Neben Buck spielen Til Schweiger, Marie Bäumer und Heike Makatsch die Hauptrollen.

## Handlung
Der Gefängnisdirektor Dr. Fazetti testet in seiner Haftanstalt ein neues Resozialisierungsprojekt. Unter weiblicher Aufsicht dürfen zwei Häftlinge, Hammer-Gerd und Rüdiger Steinbock, für eine Woche dem Gefängnis den Rücken kehren. Während sich Steinbock schon im Gefängnis in seine spätere Gastgeberin, die Altenpflegerin Emilia, verliebt, bandelt Hammer-Gerd während des Hafturlaubes mit der lispelnden Sängerin Maren an. Gerd muss zurück in das Gefängnis, nachdem er wegen eines Missverständnisses einen Barbesitzer erschossen hat. Steinbock wird von Emilia nach einer gemeinsamen Liebesnacht ohne Angabe von Gründen zurück ins Gefängnis geschickt. Als Maren und Emilia die beiden Männer im Gefängnis besuchen, zeichnet sich ab, dass beide Paare die jeweilige Beziehung fortführen und auf die Haftentlassung warten werden.

## Hintergrund
Der Co-Autor des Drehbuchs Eckhard Theophil saß selbst acht Jahre in einem Hamburger Gefängnis ein. Der Film wurde in Berlin und Potsdam gedreht. Die Dreharbeiten begannen am 18. Juli 1995 und endeten am 13. September 1995. Der Film lief am 1. Februar 1996 in den deutschen Kinos an und erreichte mehr als 3,3 Millionen Besucher. Am selben Tag war er in den USA unter dem Titel Jailbirds zu sehen.
Die damalige Fernsehmoderatorin Heike Makatsch debütierte in diesem Film als Schauspielerin und Sängerin. Der Intendant, der zum Vorsprechen einlädt, ist der Theaterregisseur und Intendant Frank Castorf. In einer kleinen, bei Erscheinen des Films vielbeachteten Nebenrolle ist Jenny Elvers zu sehen, die sich beim Besuch im Gefängnis auf dem Gefängnishof entblößt.

## Soundtrack
Die von Heike Makatsch im Film gesungene Coverversion von Tammy Wynettes Musiktitel Stand by Your Man wurde als Single und auf dem Soundtrack zum Film veröffentlicht. Der Soundtrack zum Film wurde am 2. Februar 1996, einen Tag nach dem Filmstart, von Metronom, einem Musiklabel der Universal Music Group, veröffentlicht. Der Soundtrack umfasst 16 Musiktitel und weist eine Spielzeit von 43:56 Minuten auf.
| Nr. | Interpret          | Titel                        | Dauer |
| --- | ------------------ | ---------------------------- | ----- |
| 1   | Heike Makatsch     | Stand by Your Man            | 2:53  |
| 2   | Detlef Petersen    | Cat Calls                    | 2:35  |
| 3   | Roy Orbison        | In Dreams                    | 2:51  |
| 4   | Detlef Petersen    | Curango                      | 2:14  |
| 5   | Cussick & Anderson | Just One More Time           | 3:00  |
| 6   | Detlef Petersen    | Schubkarren Rennmusik        | 2:31  |
| 7   | Detlef Petersen    | Klopperei                    | 1:34  |
| 8   | Detlef Petersen    | N'Putj                       | 2:29  |
| 9   | Detlef Petersen    | Die Erfüllung Im Hühnerstall | 2:03  |
| 10  | Cussick & Anderson | Who Will Love You            | 3:40  |
| 11  | Detlef Petersen    | Turn The Radio On            | 2:39  |
| 12  | Detlef Petersen    | Striptease                   | 3:00  |
| 13  | Roy C.             | Shot Gun Wedding             | 2:15  |
| 14  | Detlef Petersen    | Emilia Theme                 | 2:32  |
| 15  | Heike Makatsch     | Stand by Your Man (Part II)  | 3:38  |
| 16  | Detlef Petersen    | Grand Finale                 | 4:20  |

## Kritiken
Die Redaktion von Cinema hält den Film für eine „witzig-lakonische, freche Männersause“.
Epd Film urteilt: „Detlev Buck pfeift auf die Realität und kreiert seine eigene, unnachahmliche Kinowelt. Männerpension strotzt vor verblüffenden visuellen Operationen, man sieht, wieviel Wert der Regisseur auf das Filmische legt, wie er in Bildern denkt und nicht bloß in Dialogen.“

## Auszeichnungen
- Bambi für besten nationalen Film (1996)[7]
- Bayerischer Filmpreis für die beste Nachwuchsdarstellerin (Heike Makatsch, 1996)[7]
- Goldene Leinwand (1996)[7]
- Nominierung für den Deutschen Filmpreis (Bester Spielfilm, 1996)[7]
- Jupiter in der Kategorie: Bester deutscher Film (1997)